# Dysstroma sobria
Dysstroma sobria là một loài bướm đêm trong họ Geometridae.